# Ne dites jamais adieu (film, 1946)
Pour les articles homonymes, voir Ne dites jamais adieu et Never Say Goodbye.
Ne dites jamais adieu (Never Say Goodbye) est un film américain réalisé par James V. Kern et sorti en 1946.

## Synopsis
Phil et Ellen Gayley sont divorcés et se partagent six mois dans l'année la garde de leur petite fille, Flip. Celle-ci désespérée de ne pas avoir ses deux parents à la fois sent que finalement ceux-ci sont encore amoureux.
Lors d'une transmission de garde, Phil invite son ex-femme au restaurant pour tenter de renouer les liens. Mais au même moment surgit la demoiselle qui posait pour lui (il est artiste peintre de pin-ups), qu'il avait également invitée le même soir. Bien connu du maître du restaurant, Luigi, celui-ci essaie bien maladroitement de remédier au problème en simulant un appel téléphonique, en tentant de renverser de la soupe afin que la pin-up disparaisse des lieux mais sans succès.
Pensant que son mari joue sur deux tableaux à la fois, Ellen rentre chez elle sous les yeux de Flip encore une fois déçue que ses parents se soient querellés. Lorsque Ellen et sa fille s'apprêtent à fêter Noël, Phil n'est plus là pour jouer son rôle de père déguisé en Père Noël. C'est Rex, l'avocat de la famille qui souhaite épouser Ellen qui tente maladroitement de tenir ce rôle. Mais après qu'il a tenté de noyer son chagrin dans l'alcool, Phil débarque déguisé dans la maison d'Ellen pour assumer son rôle de Père Noël, tout en tentant de ne pas se dévoiler aux yeux de son ex-belle mère et de ridiculiser Rex déguisé lui aussi. Il repart, satisfait d'avoir accompli sa mission.
Toutefois, alors que l'amour semble renaître un autre quiproquo fait croire à Ellen que Phil s'apprête à partir avec une pin-up en voyage. Lorsqu'elle rentre chez elle, sa fille, Flip lui dévoile qu'elle a écrit à un marine, le caporale Fenwyck, qui vient d'arriver à la maison. La petite fille avait envoyé une photo de sa mère en se faisant passer pour elle. Du coup, le militaire tombe amoureux d'Ellen et fait part à Phil, le mari, rencontré à un bar de son désir de l'épouser. Toutefois il ne sait pas que Phil est le mari d'Ellen; Ellen le fait passer pour son beau-frère, puisque se dit-elle si son mari la trompe elle est aussi libre d'en faire autant.
Phil, envoie sa petite fille dissuader le marine d'épouser sa femme, prétendant que le mari est un vrai dur et que lorsqu'il va rentrer il ne faudra pas traîner dans le coin. Mais le militaire ne fuit pas et maintient son envie d'épouser Ellen. Phil se grime alors en gangster, pensant pouvoir l'intimider. Mais celui-ci le met à terre par deux fois et découvre la vérité. Fenwyck se prend d'amitié pour la petite fille qui lui avait écrit et décide de l'aider à rabibocher ses parents. Il simule avec Luigi un enlèvement de Flip, entraînant la course commune de Phil et Ellen pour retrouver leur fille. Lorsque tout le monde se retrouve enfin au commissariat c'est le moment des réjouissances et de l'amour retrouvé; Flip va voir de nouveau ses parents, unis ensemble pour le pire et le meilleur.

## Fiche technique
- Titre : Ne dites jamais adieu
- Titre original : Never Say Goodbye
- Réalisation : James V. Kern
- Scénario : Ben Barzman, Norma Barzman, I. A. L. Diamond, James V. Kern et Lewis R. Foster
- Photographie : Arthur Edeson
- Montage : Folmar Blangsted
- Musique : Friedrich Hollaender
- Direction artistique : Anton Grot et Bertram Tuttle (non crédité)
- Illustration & Affiche : Miss Zoë Mozert
- Producteurs : William Jacobs et Jack L. Warner
- Société de production : Warner Bros. Pictures
- Pays d'origine :  États-Unis
- Format : Noir et blanc — 35 mm — 1,37:1 — Son : Mono
- Genre : Comédie
- Durée : 97 minutes
- Date de sortie : 1946

## Distribution
- Errol Flynn : Phil Gayley
- Eleanor Parker : Ellen Gayley
- Lucile Watson : Mme Hamilton
- S. Z. Sakall : Luigi, le restaurateur
- Forrest Tucker : Caporal Fenwick 'Wickie' Lonkowski
- Donald Woods : Rex DeVallon
- Hattie McDaniel : Cozy
- Peggy Knudsen : Nancy Graham
- Tom D'Andrea : Jack Gordon

Acteurs non crédités
- Charles Coleman : Withers
- Charles Evans : un lieutenant de police